# Landsmannschaft Teutonia Würzburg
Die Landsmannschaft Teutonia ist eine pflichtschlagende und farbentragende Studentenverbindung im Coburger Convent (CC). Sie vereint Studenten und ehemalige Studenten der Julius-Maximilians-Universität Würzburg sowie der Technischen Hochschule Würzburg-Schweinfurt. Die Mitglieder der Landsmannschaft werden „Teutonen“ oder „Teuten“ genannt. Der Landsmannschaft Teutonia gehören ca. 170 Mitglieder an (Stand: 2015).

## Couleur, Wahlspruch, Bundeslied
Die Burschen der Landsmannschaft Teutonia tragen das rot-weiß-gelbe Burschenband mit silberner Perkussion. Die Füchse tragen ein rot-gelbes Fuchsenband mit silberner Perkussion. Burschen wie Fuchsen tragen seit 1904 mit Ausnahme einer kurzen Spanne nach der Wiederaufmachung im Oktober 1919, als gelbes Tuch nicht verfügbar war, eine gelbe Tellermütze.
Ihr Wahlspruch lautet „Einigkeit macht stark!“ Als Bundeslied wird „Nicht der Pflicht nur zu genügen“ (1894) gesungen.

## Geschichte

### Gründungszeit
Die Landsmannschaft Teutonia ist hervorgegangen aus dem am 23. November 1865 gegründeten „Pharmazeutisch-Naturwissenschaftlichen Verein“ zu Würzburg, der mit den gleichnamigen Vereinen der Universitäten München, Erlangen, Göttingen, Straßburg und Tübingen im Kartell stand. Es galt der Grundsatz der unbedingten Genugtuung, im Bierzipfel wurden die Farben rot-weiß-gelb getragen.
1868 wurde Teutonia in die „Freie Studentenverbindung Teutonia“ umgewandelt. 1887 entstand die „Freie Schlagende Verbindung Teutonia“ mit Farben und eigenen Waffen. 1892 bewarb sich Teutonia um Zulassung zum Coburger Landsmannschafter Convent (CLC) und wurde 1893 als Landsmannschaft recipiert. Teutonia übernahm 1901 erstmals das Präsidium des Verbandes.
Von 1902 bis 1904 musste Teutonia vertagen. Im Wintersemester 1909 machte Teutonia die freischlagende Verbindung Saxonia Würzburg als Landsmannschaft auf, sah sich dann aber gezwungen, von 1912 bis zur Beendigung des Ersten Weltkrieges erneut bis 1919 zu vertagen. 1921 übernahm Teutonia zum zweiten Male das Präsidium des Verbandes.

### Zeit des Zweiten Weltkrieges
Bis zu ihrer Auflösung im Jahre 1931 bewahrte Teutonia ihre markante Stellung im Würzburger Waffenring. 1950 wurde im zerbombten Würzburg die Aktivitas wiederaufgemacht, gemeinsam mit den an der Hochschule in Bamberg aus der Studentenverbindung Alemannia entstandenen „Teutonia-Franken“. Die bereits wiedererstandenen Würzburger Burschenschaften und Corps halfen Teutonia beim Wiedererringen der alten Stellung im Würzburger Waffenring.

### Nachkriegszeit
1960 wurde aus Anlass des 95. Stiftungsfestes zum Gedächtnis der in den beiden Weltkriegen gefallenen Bundesbrüder ein Gedenkstein nach einem Entwurf des Teutonen Kupfahl im Garten des Hauses enthüllt. Im Ersten Weltkrieg fielen sechs, im Zweiten Weltkrieg 29 Mitglieder. 1965 wurde gemeinsam mit der suspendierten Landsmannschaft „Franconia Leipzig“, die mit Teutonia in Arbeitsgemeinschaft stand, das 100. Stiftungsfest begangen. Im Jahre 1973 übernahm die Aktivitas – in einer schwierigen Lage des Korporationsverbandes Coburger Convent – freiwillig das Präsidium des Verbandes. 1970 rief Teutonia den Würzburger Kreis ins Leben, der sich im Coburger Convent zusammen mit anderen mensurbejahenden Bünden mit einem klaren Bekenntnis zur Pflichtmensur durchsetzen konnte.

### Seit 2000
2005 wurde das 140., 2015 das 150. Stiftungsfest gefeiert. Teutonia ist Mitglied des Würzburger Waffenrings und hat (Stand: 2015) ca. 150 Alte Herren in Deutschland, Europa und Nordamerika.

## Korporationshaus

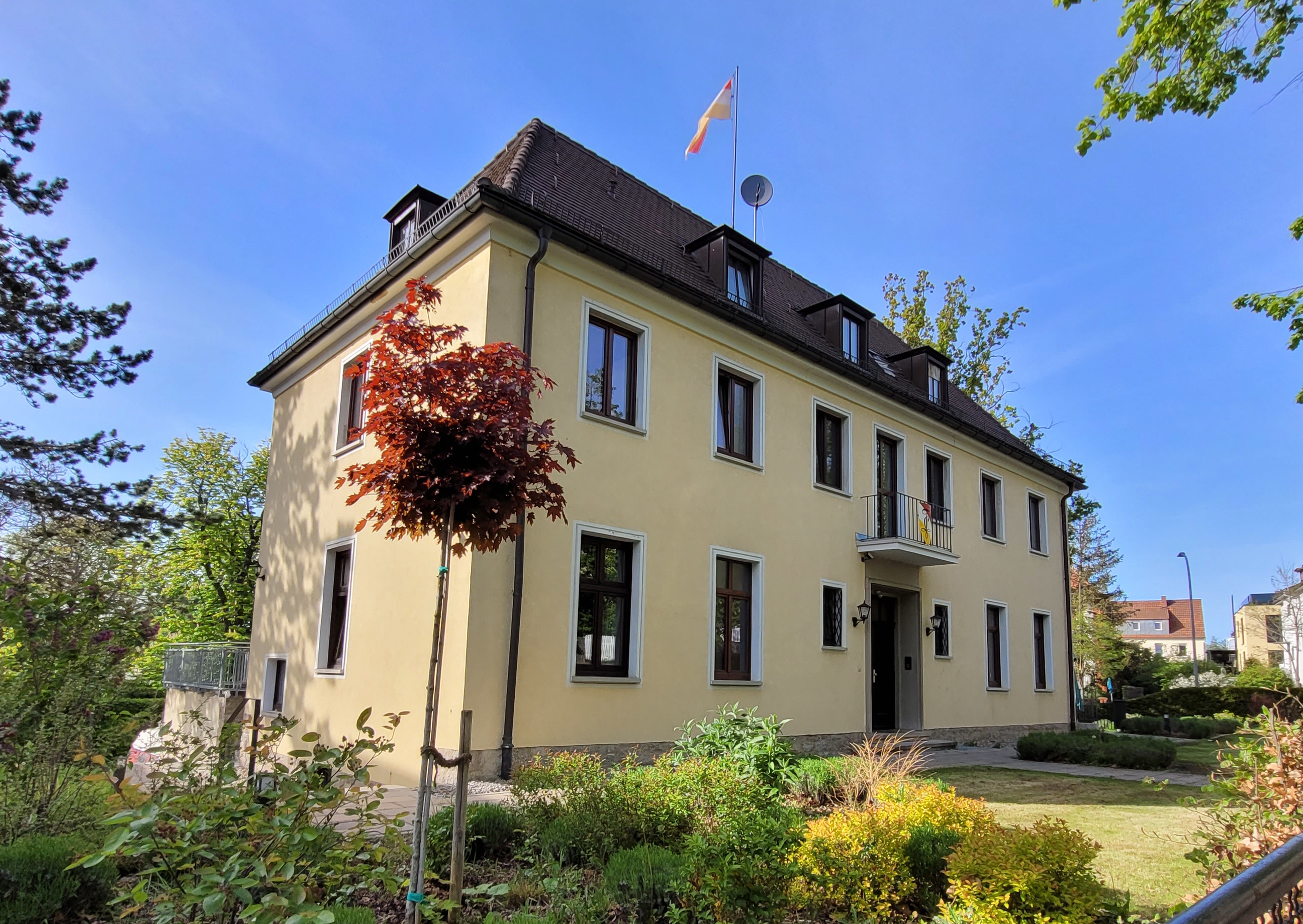
Haus der Landsmannschaft Teutonia Würzburg

1920 erwarb der Altherren-Verband ein stattliches Korporationshaus in der Rottendorfer Straße 16, die „Villa Perathoner“. Das Teutenhaus wurde am 16. März 1945 durch einen britischen Bombenangriff auf Würzburg durch eine Luftmine zerstört. Am alten Platz wurde das neue Haus erbaut und 1955 zum 90. Stiftungsfest der Aktivitas übergeben. Es befindet sich in der Greisingstraße 17, 97074 Würzburg.

## Bekannte Mitglieder
- Fritz Bergmann (1929–2025), Jurist, Wirtschaftswissenschaftler, Mitglied des Landtags Nordrhein-Westfalen, Sprecher der Geschäftsführung von Ruhrverband und Ruhrtalsperrenverein
- Max Duch (1905–1988), Chemiker und Nationalpreisträger der DDR
- Rainhardt von Leoprechting (* 1950), Jurist, Manager der Metro Group, Präsident der Türkisch-Deutschen Industrie- und Handelskammer
- Emanuel August Merck (1855–1923), Pharmazeut, Chemiker, Unternehmer
- Willy Mißmahl (1885–1964), Chirurg und Klinikleiter
- Bernd Oetter (1937–2022), Jurist, Botschafter in Papua-Neuguinea, den Salomonen und Vanuatu, Gesandter beim Heiligen Stuhl
- Jürgen Petersohn (1935–2017), Historiker, Professor für mittelalterliche Geschichte
- Ludwig Seiermann (1903–1979), Jurist, Staatssekretär im Bundesministerium für Verkehr
- Horst-Dieter Solbrig (1929–1999), Jurist, Generalstaatsanwalt beim Oberlandesgericht Bamberg
- Otto Friedrich Stern (1868–1902), Physiker und Assistent von Wilhelm Conrad Röntgen
- Ulrich Wetzel (* 1956), Jurist, Richter und Darsteller in der Gerichtsshow „Das Strafgericht“, Direktor des Amtsgerichts Seligenstadt
- Johannes Wislicenus (1835–1902), Chemiker, Professor für Chemie, Rektor der Universität Würzburg (1882–1885)